# Trichoglottis ledermannii
Trichoglottis ledermannii är en orkidéart som beskrevs av Rudolf Schlechter. Trichoglottis ledermannii ingår i släktet Trichoglottis och familjen orkidéer. Inga underarter finns listade i Catalogue of Life.